# سفنكدون
السفنكدون (الاسم العلمي:†Sphenacodon) هو جنس منقرض من الحيوانات شبيهة الزواحف يتبع فصيلة السفنكدونات من البليكوصوريات الحقيقية.